# Burggrafschaft Worms
Die Burggrafschaft Worms war ein mittelalterlicher Herrschaftsbezirk des Hochstifts Worms, der die Stadt Worms und die unmittelbar bei der Stadt liegenden sogenannten Rheindörfer umfasste. Die Burggrafschaft war der Amtsbezirk des Burggrafen (comes civitatis, prefectus urbis), der als edelfreier Lehnsmann des Wormser Bischofs für die Befestigung und Verteidigung der Stadt zuständig war. Mit dem Amt des Burggrafen war der Burgbann verbunden, durch den die Einwohner der Stadt und des Umlands zur Errichtung und Instandhaltung der Befestigung, dem sogenannten Burgwerk, aufgeboten wurden. Zu den wichtigsten Kompetenzen des Burggrafen gehörte außerdem das Stangenrecht. Vermutlich bestand ein Zusammenhang zwischen der Burgwerk-Pflicht der Umlanddörfer und ihrer Befreiung vom städtischen Pfortenzoll. Ob auch die Allmend-Rechte der Rheindörfer an Bürgerweide und Bürgerfeld auf die Zugehörigkeit zum Burgbann zurückgehen, ist ungewiss. In Worms waren die Burggrafen seit der ersten Nennung im Jahr 1106 gleichzeitig die edelfreien Obervögte des Hochstifts. Die Verbindung der beiden Ämter endete zwischen 1166 und 1174 mit Übertragung der Obervogtei an den Pfalzgrafen Konrad. In der Stadt Worms mussten die Burggrafen ihre wichtigsten Rechte im 13. Jahrhundert aufgeben. In den Wormser Rheindörfern konnten die Grafen von Zweibrücken ihre ursprünglich aus dem Burggrafenamt stammenden Herrschaftsrechte bis ins 14. Jahrhundert bewahren.

## Geschichte
Die Bischöfe von Worms hatten seit der fränkischen Zeit durch königliche Schenkungen nach und nach bedeutenden Grundbesitz in der Stadt Worms und im unmittelbaren Umland der Stadt erhalten. Die Domkirche war schon in fränkischer Zeit ein Immunitätsbezirk, der der Gerichtsbarkeit des Grafen entzogen war. Ausgehend von Grundherrschaft und Immunität konnte der Bischof in ottonischer Zeit weitere Hoheitsrechte in der Stadt erwerben. Inhaber der Grafschaft mit der hohen Gerichtsbarkeit außerhalb der Dom-Immunität blieben aber die in Worms residierenden salischen Herzöge. Erst die Bischöfe Hildibald (979–998) und Burchard I. (1000–1025) konnten auch die Grafenrechte in der gesamten Stadt und ihrem unmittelbaren Umland weitgehend an sich bringen. Die niedere und hohe Gerichtsbarkeit wurde nun vom bischöflichen Vogt wahrgenommen. Lediglich die Blutgerichtsbarkeit verblieb auch weiterhin beim Grafen. Ein Burggraf von Worms wird erstmals 1106 erwähnt. Das Amt dürfte aber älter sein. Der erste bekannte Burggraf und Wormser Obervogt war Graf Werner IV. von Grüningen und Maden. Als er 1121 ohne männliche Nachkommen starb, folgte ihm Graf Simon I. von Saarbrücken. Zwischen 1166 und 1174 – vermutlich 1168 – musste Simon von Saarbrücken die Wormser Obervogtei an Pfalzgraf Konrad von Staufen, den Halbbruder Barbarossas, abgeben. Die Burggrafschaft wurde dabei aus dem Vogteigebiet herausgelöst. Bei der Teilung im Saarbrücker Haus 1182/1190 kam die Burggrafschaft an die neugebildete Grafschaft Zweibrücken. Die Zweibrücker Grafen verwendeten den Titel eines Wormser Burggrafen nicht mehr, behaupteten aber in den meisten Dörfern der Burggrafschaft ihre Herrschaft. Die Zweibrücker erwarben im 13. Jahrhundert im Kondominat mit dem Hochstift die Landesherrschaft in siebzehn Rheindörfen. Gegen Ende des 14. Jahrhunderts war ihre Herrschaft auf neun Rheindörfer zusammengeschrumpft. In der Stadt Worms war die Wehrhoheit bis zum Ende des 13. Jahrhunderts vollständig vom bischöflichen Stadtherrn in die Hände der Stadtgemeinde übergegangen. Die Burggrafen beanspruchten noch bis zum 14. Jahrhundert Rechte in der Stadt, konnten diese Befugnisse aber nur noch teilweise durchsetzen. Das Stangenrecht wurde 1262 an die Stadtgemeinde verkauft. 1370 verzichtete Graf Eberhard II. von Zweibrücken endgültig auf alle Rechte des Burggrafen in der Stadt.

## Burggrafen von Worms
| Burggraf von Worms                      | Amtszeit         | Bemerkung                                                                                      |
| --------------------------------------- | ---------------- | ---------------------------------------------------------------------------------------------- |
| Graf Werner IV. von Grüningen und Maden | 1090 (?) – 1121  | In Personalunion Obervogt des Hochstifts Worms                                                 |
| Graf Simon I. von Saarbrücken           | 1121 – 1182/1190 | Obervogt des Hochstifts Worms bis 1166/1174                                                    |
| Graf Heinrich I. von Zweibrücken        | 1182/1190 – 1228 | Sohn von Simon I.                                                                              |
| Graf Heinrich II. von Zweibrücken       | 1228 – 1281      | Gibt 1262 das Stangenrecht auf – verbindet die Wormser Rheindörfer mit seiner Herrschaft Stauf |

## Gebiet
Zur Burggrafschaft Worms gehörten die Stadt Worms und ihr unmittelbares Umland. Vermutlich waren es 17 links- und rechtsrheinische Dörfer bei der Stadt. Aus einer Teilungsurkunde der Zweibrücker Grafen Eberhard I. und Walram I. aus dem Jahre 1305 geht hervor, dass damals noch 17 Rheindörfer („sibencen dorfer, die da ligent ume den Rin“) zur Herrschaft Stauf gehörten. Es sind aber nicht alle 17 Dörfer namentlich bekannt. Nur bei folgenden Rheindörfern ist die Zugehörigkeit zur Wormser Burggrafschaft gesichert:
- linksrheinisch: Leiselheim, Hochheim, Pfiffligheim, Horchheim, Wiesoppenheim, Weinsheim, Littersheim (Wüstung)[39], Bobenheim, Roxheim und Mörsch.[35][40][41]
- rechtsrheinisch: Kirschgartshausen und (wahrscheinlich) Hofheim[42][37][43]

In einer sehr späten Aufzeichnung von 1490 über Befreiungen vom Wormser Pfortenzoll, werden ebenfalls 17 Dörfer genannt. Möglicherweise ist das ein „Nachhall der alten gegenseitigen Bindungen von Stadt und Umland“.